# Spili
Spili (griechisch Σπήλι (n. sg.), veraltet auch Spilion) ist ein Bergdorf auf der griechischen Insel Kreta. Es liegt 18 Kilometer südlich von Rethymno, an der Straße von Rethymno nach Agia Galini, und gehört zum Regionalbezirk Rethymno. Der Ort hat einschließlich des außerhalb des Ortes gelegenen Weilers Dariviana (Δαριβιανά) mit 60 Bewohnern 624 Einwohner. Der Ortsname Spili leitet sich vom griechischen Wort spílio für ‚Höhle‘ ab.

## Beschreibung

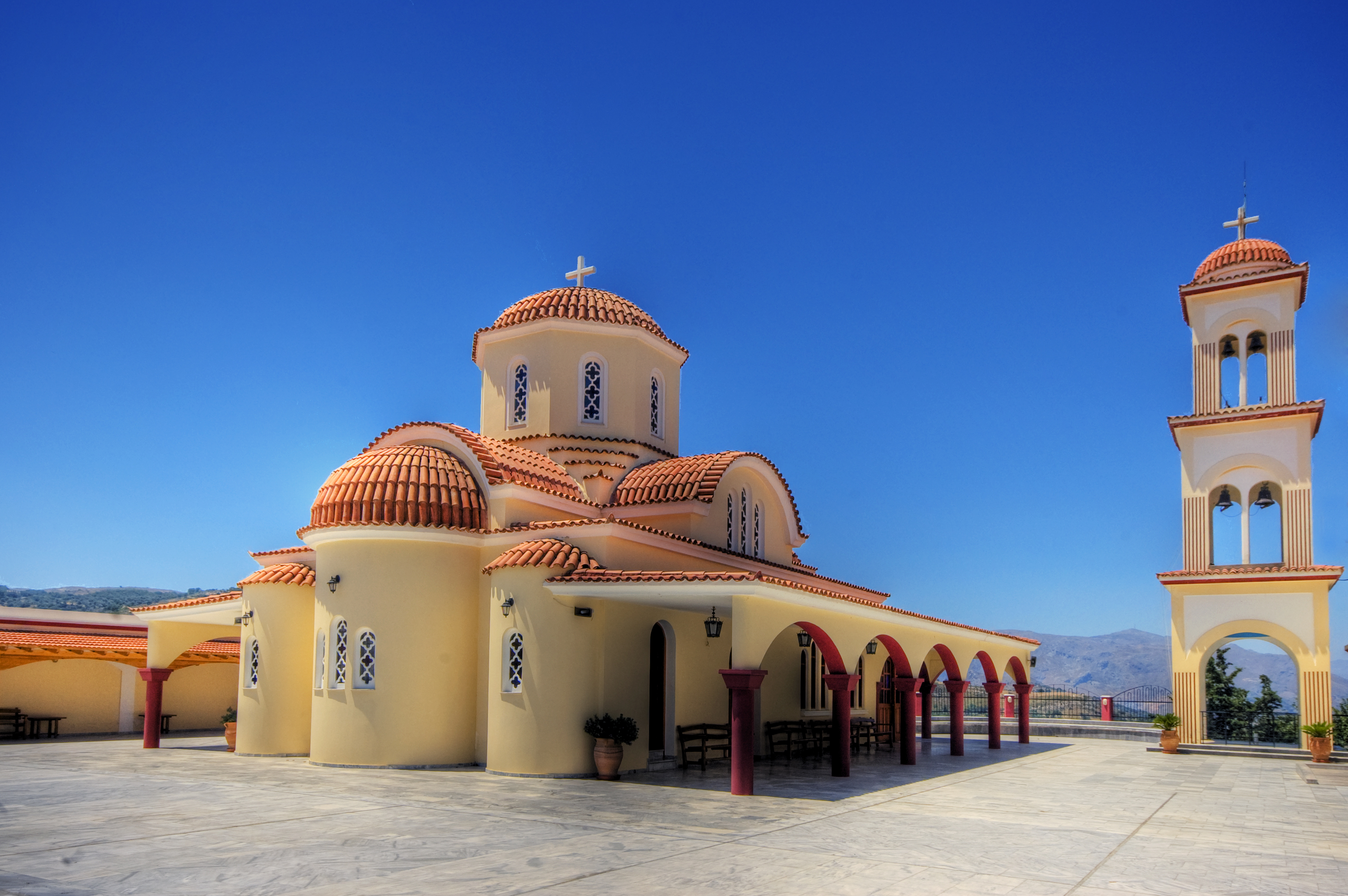
Kloster Agios Rafail

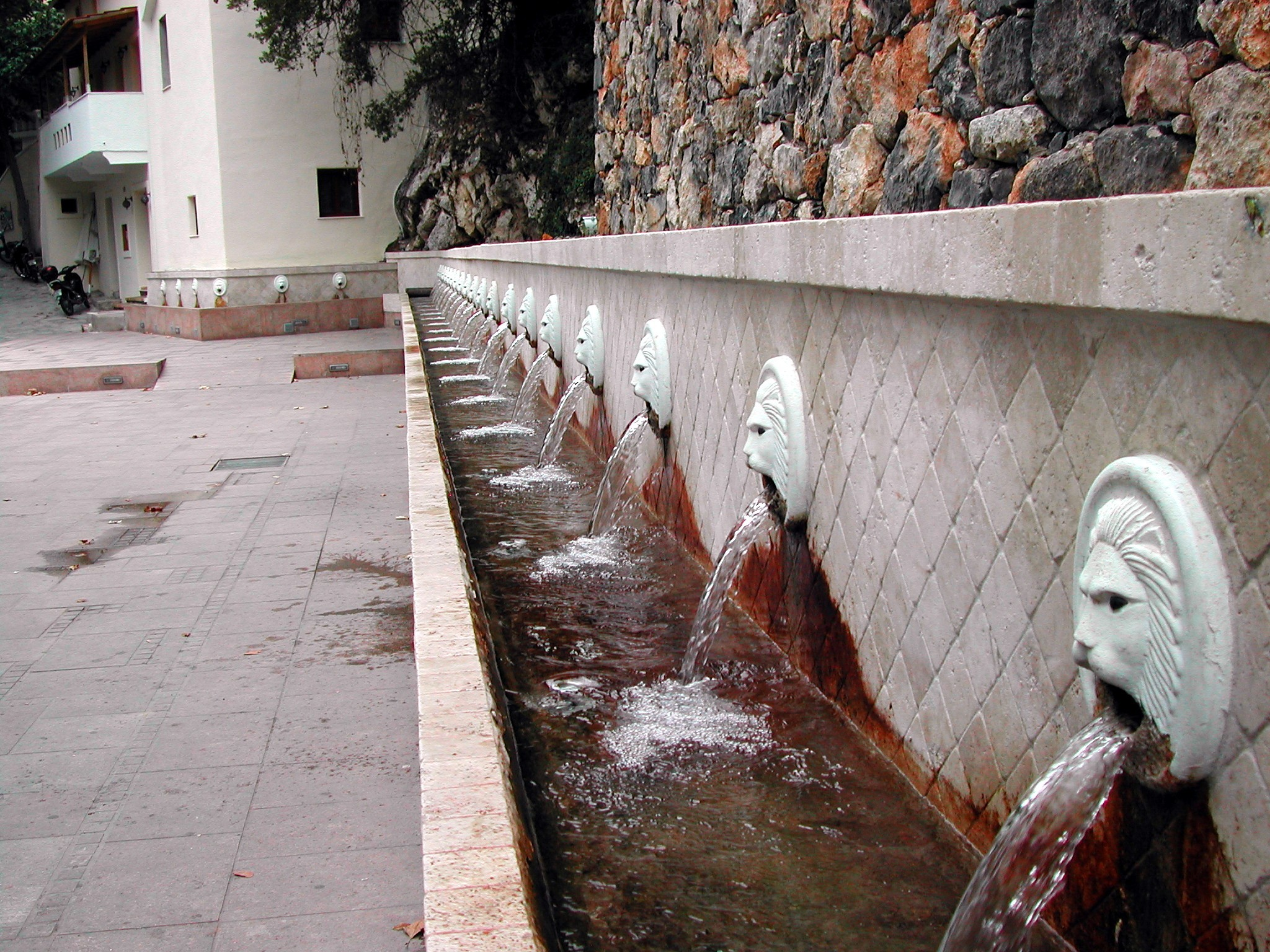
Löwenbrunnen in Spili

Spili ist Verwaltungssitz der Gemeinde Agios Vasilios und gleichzeitig Hauptort des Gemeindebezirks Lambi. Im Ort befindet sich ein Health-Center (ländliches Kleinst-Krankenhaus), das für die gesundheitliche Versorgung der Gemeinde, der Gemeindebezirke Lambi und Finikas, zuständig ist. Kretaweit Bedeutung hat Spili als Bischofssitz mit angeschlossenem Priesterseminar, Sitz des Metropoliten der Diözese von Lambi, Sivritos und Sfakia, dessen Kloster Agios Rafail zu Ehren der Märtyrer Agii Rafail, Nikolaos und Irini (Άγιοι Ραφαήλ, Νικόλαος και Ειρήνη) am Westrand des Dorfes an der Straße nach Rethymno steht.

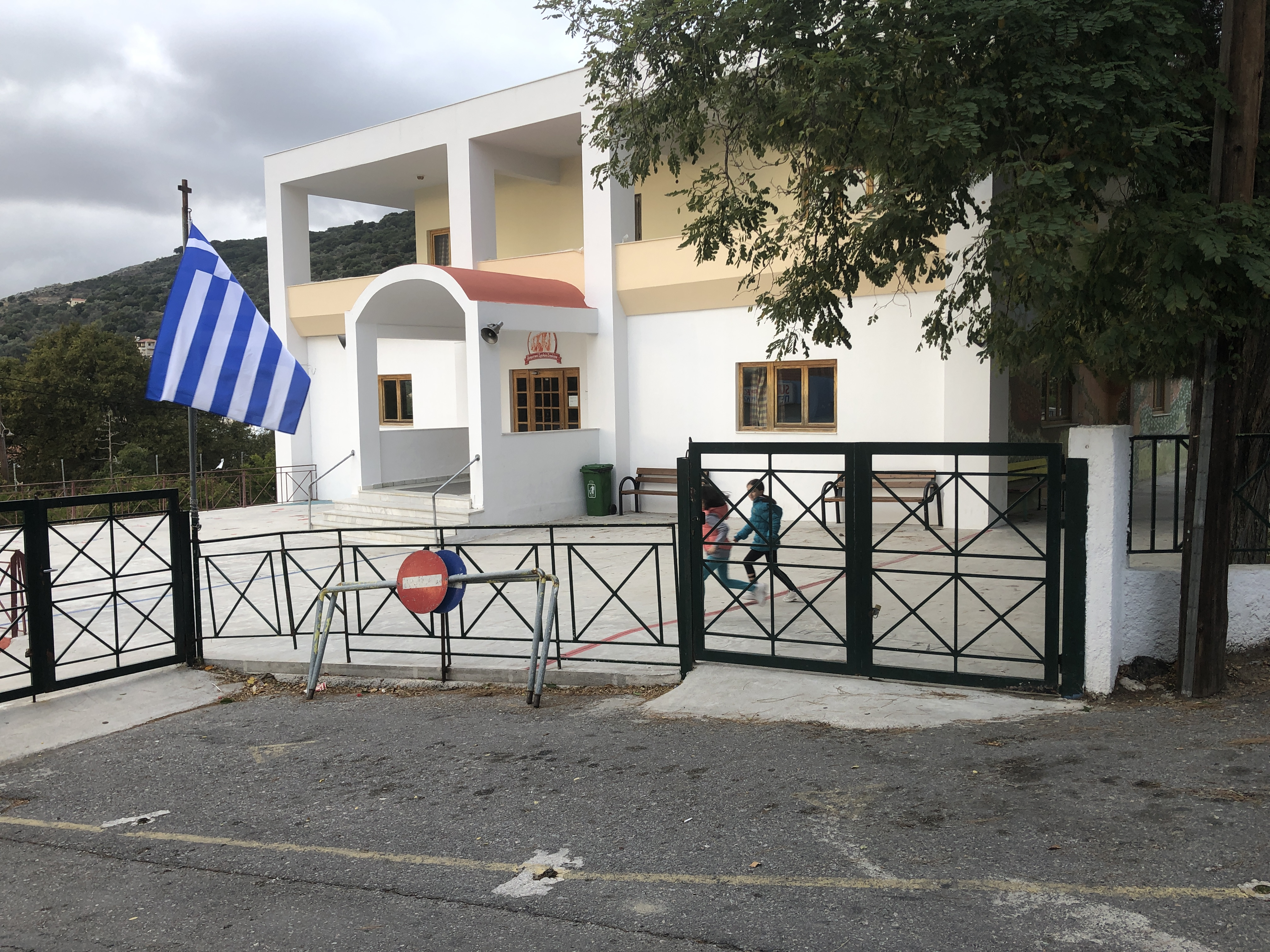
Volksschule von Spili

Spili liegt auf einer Anhöhe am Südwesthang des Kedros-Gebirges und ist von viel Grün umgeben. Hohe Platanen spenden Schatten im Ort und am bekannten, wahrscheinlich aus dem 16. Jahrhundert stammenden venezianischen Brunnen in der Ortsmitte. Aus dessen 25 Wasserspeiern in Form von Löwenköpfen strömt ganzjährig kühles trinkbares Wasser aus den Quellen oberhalb des Ortes. Das Wasser ist weithin als besonders sauber und mineralreich bekannt und wird auch von Einheimischen geschätzt. Der vormalige Natursteinbrunnen wurde im Jahr 2006 an Rückwand und Trogfang mit Kacheln verkleidet.
Weiterhin verfügt Spili über drei Kirchen, Agii Theodori, Agios Georgios und Metamorfosis tou Sotira, deren Wandmalereien die Verdammten darstellen.